# Circondario di Garmisch-Partenkirchen
Il circondario di Garmisch-Partenkirchen è uno dei circondari dello stato tedesco della Baviera.
Fa parte del distretto governativo dell'Alta Baviera.

## Città e comuni
(Abitanti il 31 dicembre 2023)
| Comuni del circondario | Comuni 1. Bad Bayersoien (1 292) 2. Bad Kohlgrub (2 842) 3. Eschenlohe (1 552) 4. Ettal (769) 5. Farchant (3 586) 6. Garmisch-Partenkirchen (27 509) 7. Grainau (3 621) 8. Großweil (1 585) 9. Krün (1 944) 10. Mittenwald (7 247) 11. Murnau am Staffelsee (11 918) 12. Oberammergau (5 335) 13. Oberau (3 109) 14. Ohlstadt (3 368) 15. Riegsee (1 287) 16. Saulgrub (1 689) 17. Schwaigen (642) 18. Seehausen am Staffelsee (2 521) 19. Spatzenhausen (714) 20. Uffing am Staffelsee (3 069) 21. Unterammergau (1 619) 22. Wallgau (1 530) |